# Browar Pomorski w Podgórzu
Browar Pomorski w Podgórzu – browar działający w latach 1861–1945 w podtoruńskim Podgórzu (od 1938 w granicach miasta).

## Historia
Browar w miasteczku Podgórz został założony w 1861 roku przez Georga Thomsa (lub Thomasa), Niemca ze Skępego. W pierwszym roku istnienia wyprodukował jedynie 1000 hl piwa. Od 1889 roku kierował nim Karl Ernest Thoms, prawdopodobnie syn Georga. W 1903 roku w browarze Thomsa zatrudnionych było 31 pracowników, w tym 25 robotników. Pod rządami Ernesta Thomsa w latach 1905–1906 powstał nowy budynek browaru, którego fasada zajmowała większą część tak zwanego Rynku Podgórza. W latach 1908–1920 przed zakładem stał pomnik Wojaka Pruskiego.
Po zakończeniu I wojny światowej, w 1922 roku, browar zmienił właściciela. Przez krótki okres zarządzany był przez Jana Abramowicza, później zaś przedsiębiorstwo wykupił reemigrant ze Stanów Zjednoczonych Józef Chronowski. Zakład otrzymał nową nazwę – Browar Pomorski, a w jego logo znalazł się pomorski gryf oparty łapą o beczkę. Aktywny nowy właściciel zarządził remont obiektu, zainstalował chłodnie, zbudował dużych rozmiarów rozlewnię oraz przeprowadził szereg innych prac. Także dzięki jego zabiegom objętość wyprodukowanego piwa wzrosła czterokrotnie, osiągając w 1930 roku ponad 10 tys. hl. Browar Pomorski posiadał także rozlewnie w większych miastach Wielkopolski i Pomorza. Przed wybuchem II wojny światowej pod względem liczby zatrudnionych Browar Pomorski był drugim, po kolei, pracodawcą mieszkańców Podgórza.
Przedsiębiorstwo produkowało co najmniej trzy rodzaje piwa: sztandarową Śmietankę Pomorską (4,5% wag. alkoholu), dubeltowego Koźlaka (3% wag. alkoholu) oraz Karamel Pomorski (2,5% wag. alkoholu) – dosładzane piwo, reklamowane jako przeznaczone dla chorych, małokrwistych i rekonwalescentów. Do procesu warzenia używano lubelskiego słodu i kujawskiego jęczmienia. Butelki zamykano ceramicznymi kapslami z okrężnym napisem BROWAR POMORSKI • PODGÓRZ-TORUŃ. Oprócz piw, browar produkował także wody i lemoniady.
Wraz z wybuchem II wojny światowej dotychczasowy właściciel browaru, Józef Chronowski, wyjechał z rodziną do Stanów Zjednoczonych. Browar pod zarząd przejęła administracja niemiecka, w zakładzie pracowali m.in. jeńcy z obozu w Glinkach. Zimą na przełomie lat 1944 i 1945 piwnice browaru przekształcono w szpital dla rannych żołnierzy oraz prowizoryczny schron przeciwlotniczy.
Wycofujący się w styczniu 1945 roku z Torunia Niemcy niszczyli całą infrastrukturę kolejową. W zamiarze wysadzenia wagonowni i parowozowni przy toruńskim Dworcu Głównym sprowadzono dwa wagony przewożące około 40 ton trotylu. Polscy kolejarze wbrew poleceniom nie podstawili wagonów na dworzec, a jako puste przetoczyli na bocznicę w okolicy Browaru Pomorskiego. Tam 24 stycznia w nieustalonych okolicznościach nastąpiła eksplozja. Przypuszcza się, że wagony zostały przypadkowo trafione przez pocisk ostrzeliwujących miasto wojsk radzieckich. Potężny wybuch nie tylko zburzył budynek browaru, ale też zniszczył lub uszkodził wiele okolicznych budynków. Po przejściu frontu w gruzach pozostawało 240 budynków, a uszkodzone zostały także poczta, kino, budynek magistratu i kościół św. św. Piotra i Pawła. Na skutek eksplozji śmierć poniosło 25 mieszkańców Podgórza, a także niezidentyfikowana liczba osób znajdujących się wówczas w tymczasowym szpitalu w piwnicach browaru.

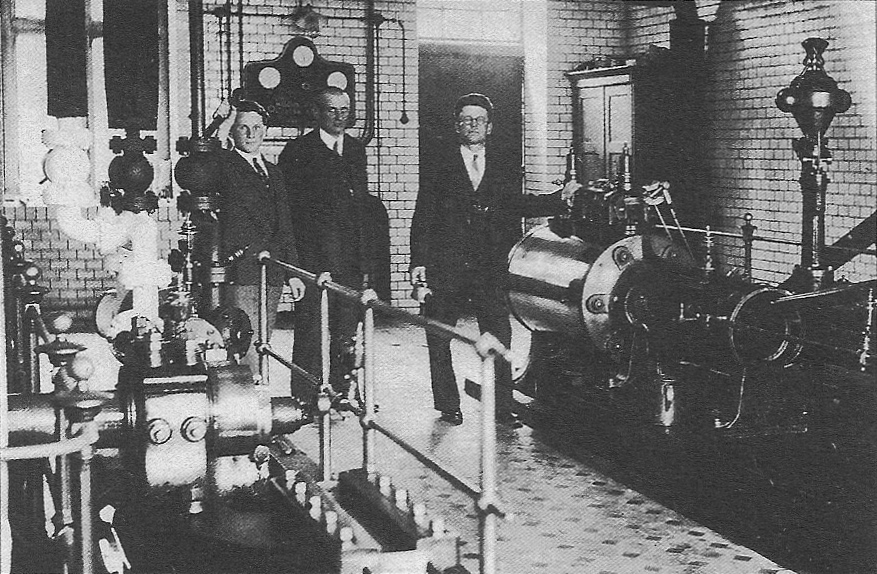
Wnętrze browaru po 1935 roku
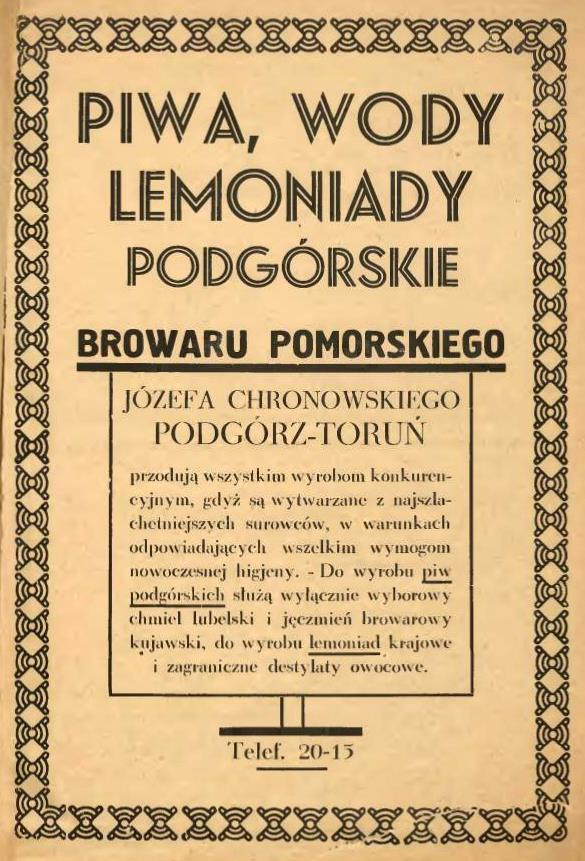
Reklama z lat 30.
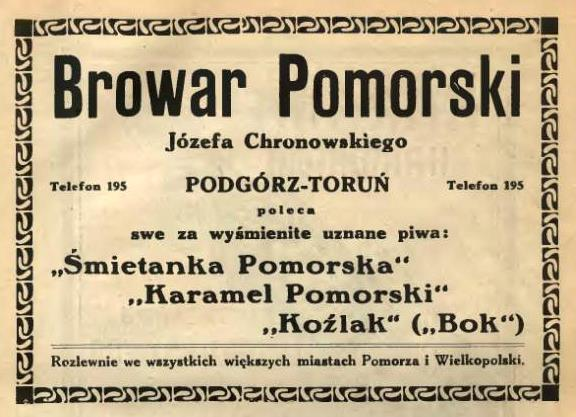
Reklama z lat 30.

## Współcześnie
Teren po Browarze Pomorskim pozostał niezabudowany, przekształcono go w niewielki park. We wrześniu 2011 roku w miejscu tym odsłonięto kamień z tablicą poświęconą mieszkańcom Podgórza, którzy zginęli w wybuchu ze stycznia 1945. Mniej więcej w tym samym czasie, staraniem stowarzyszenia Nasz Podgórz, ustawiono tablicę informacyjną dotyczącą dawnego Browaru Pomorskiego.